# Suspensión de bicicleta

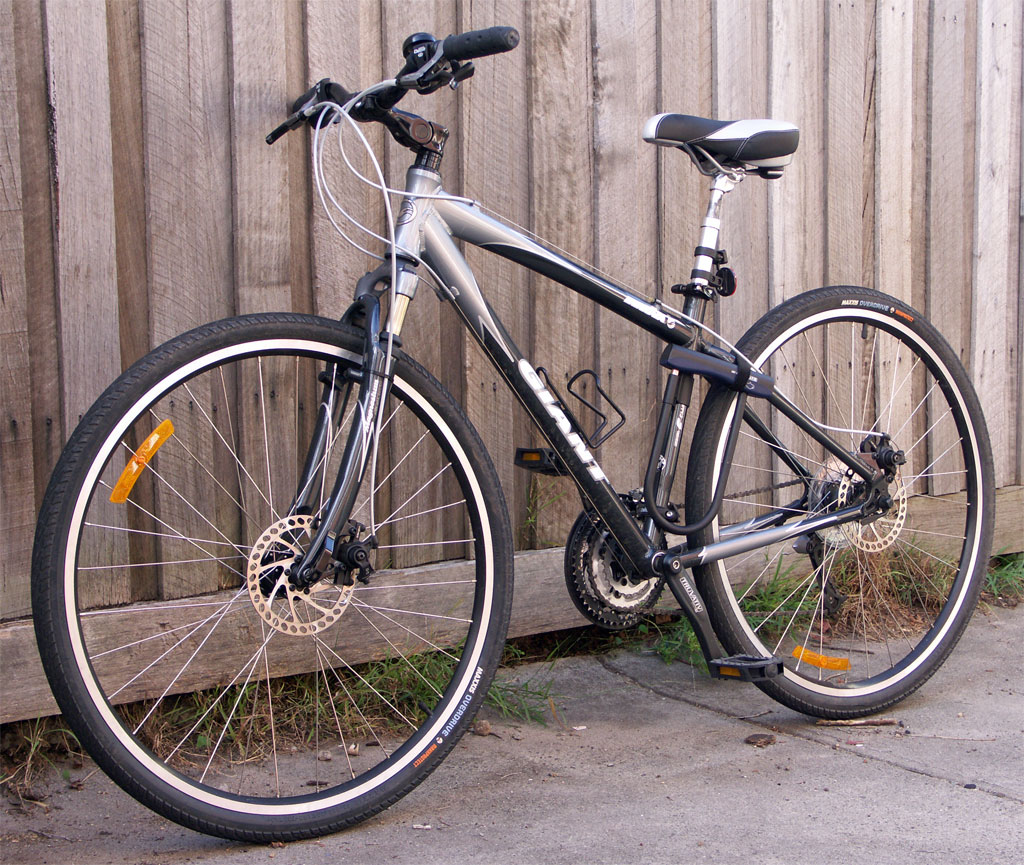
La bicicleta Giant Innova de 2005 cuenta con suspensión delantera y trasera y además con una tija de sillín con suspensión y tija del manubrio ajustable.

Una suspensión de la bicicleta es el sistema o sistemas utilizados para amortiguar al ciclista y toda o parte de la bicicleta con el fin de protegerlos de la irregularidad del terreno sobre el que ruedan. Las suspensiones de bicicletas se utilizan principalmente en las bicicletas de montaña, pero también son comunes en las bicicletas híbridas, en bicicletas de paseo y urbanas, e incluso se pueden encontrar en algunas bicicletas de carretera.
Los mecanismos amortiguadores tal vez añadan peso, pero incrementan la comodidad, el rendimiento y la capacidad de control sobre un sendero abrupto o de una carretera llena de baches.
La suspensión de la bicicleta puede ser implementado en una variedad de formas:
- Suspensión delantera de horquilla
- Suspensión trasera
- Tija del manubrio con suspensión
- Tija de sillín con suspensión
- Sillín con muelles de suspensión

## Objetivos
Un ser humano tiene una potencia limitada. Un esprínter profesional en llano puede generar alrededor de 1 CV de potencia como máximo y de forma continua alrededor de la mitad. La suspensión no debe lastrar al ciclista ni desperdiciar su energía.
En estas suspensiones se buscan otro tipo de objetivos tales como:
- Mejorar la comodidad y el agarre como en otros vehículos.
- La ligereza es aún más importante, porque el ciclista tiene una potencia muy inferior a la de cualquier motor.
- Evitar interferencias con el pedaleo y la frenada.

## Interferencia con el pedaleo

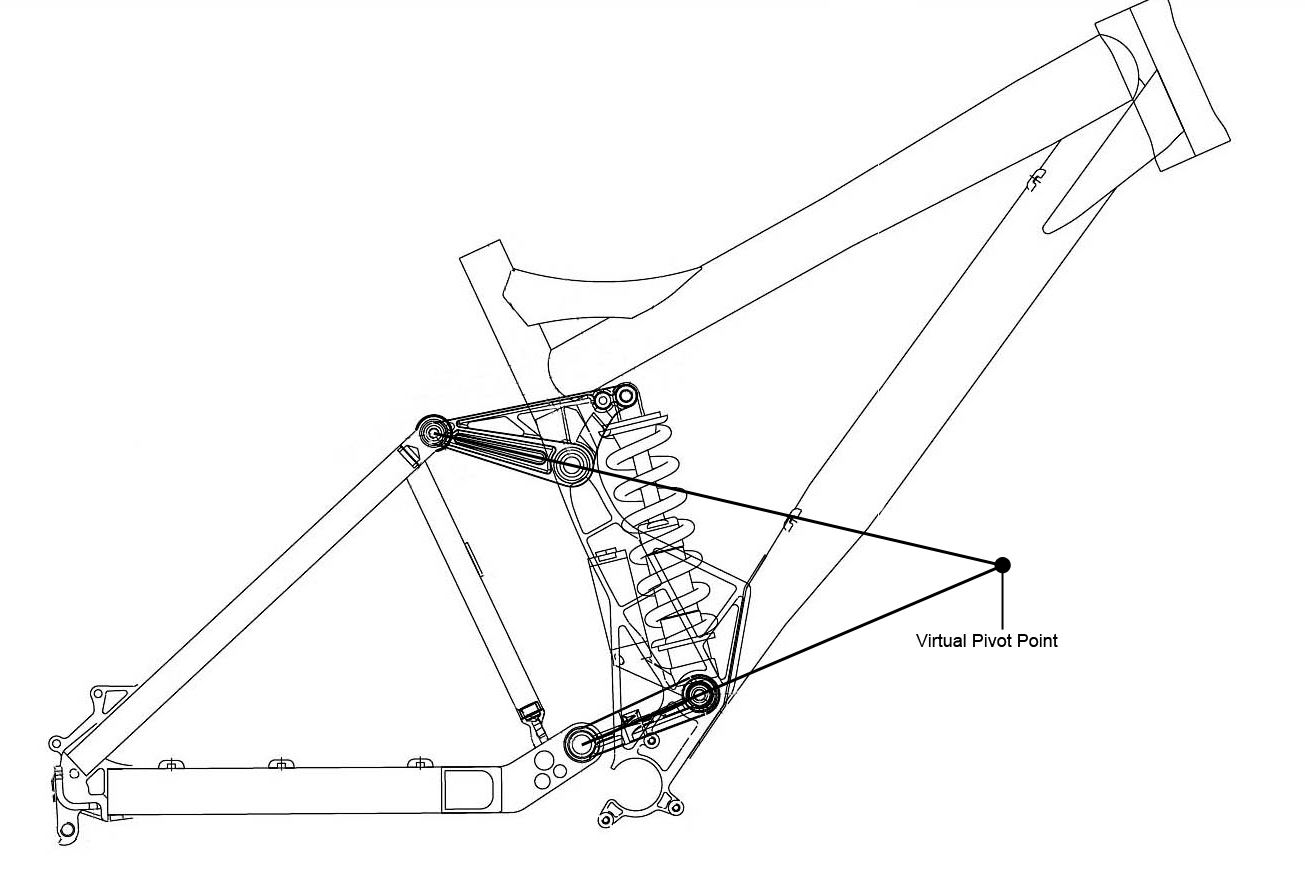
Suspensión experimental tipo «DW-link» en una Ironhorse Sunday.

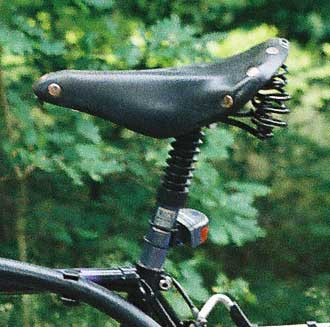
Clásico sillín de cuero con suspensión de muelles y tija con suspensión. El sillín proviene de aquellos tiempos en que la conducción era por caminos accidentados.

Al pedalear el ciclista tiende a producir movimientos en la suspensión que le hacen perder energía. La cadena puede tirar de la suspensión (squat), elevándola o hundiéndola; al pedalear el ciclista puede reducir el peso sobre el sillín (bobing) y reducir la propia aceleración al desplazar la distribución del peso hacia atrás.
Los amortiguadores están diseñados para disipar la energía del muelle (u otro elemento elástico) y que no se extienda descontroladamente afectando al control y comodidad de la suspensión. La energía del ciclista se disipa en el amortiguador.

### Bloqueo de la suspensión
Uno de los sistemas más sencillos para evitar la interferencia con el pedaleo es bloquear la suspensión temporalmente, por ejemplo durante una subida y desbloquearla durante la bajada. Algunos sistemas permiten hacerlo cómodamente desde el manillar de forma remota con una palanca. Otros se accionan desde la horquilla o desde el amortiguador trasero. Habitualmente son bastante accesibles y se pueden accionar sin bajarse de la bici.
Una de las desventajas es que el sistema sufre mucho estando bloqueado aunque los baches se produzcan a poca velocidad. Por este motivo se les ha incorporado un sistema (blow-off) que permite que la suspensión ceda sin dañarse cuando la fuerza supera un umbral.
Otra desventaja es que se pueden perder las ventajas de suspensión, aparte de la comodidad, las suspensión trasera mejora la tracción y disminuye el atrancamiento (resistencia a la rodadura) con los baches.

### Otros medios
Otros medios para reducir la interferencia con el pedaleo, son un diseño especial de la suspensión o utilizar amortiguadores inteligentes.
Un sistema intermedio con cierto bloqueo sería mediante un blow-off o una suspensión sin SAG (hundimiento en reposo)
Con un diseño adecuado de suspensión puede mitigar los balanceos mediante la cadena para contrarrestarla o el de la propia rueda empujando la bici hacia delante por el agarre contra el suelo.
Cuando se utiliza la cadena el efecto puede cambiar según el desarrollo de piñón y plato que se use. Usando la propia rueda no pasa, simplemente a bajas velocidades (cuando más hace falta) el efecto es mayor que en altas.

## Tecnologías
Existen muchas tecnologías actualmente. Se han desarrollado amortiguadores con plataforma estable que evitan comprimirse con el pedaleo. Diseños de suspensión que mitigan o anulan las interferencias con el pedales o la frenada. Muchas veces combinando con un amortiguador de plataforma.
Cuadros flexibles y horquillas monobrazo para reducir peso, etc.
Algunos sistemas:
- Equilink de Felt
- VPS
- DW-link

Como elemento elástico se pueden utilizar muelles o gas comprimido. El muelle produce una fuerza lineal al comprimirse. Cada x cm de recorrido aumenta la resistencia los mismos X Newtons. Sin embargo, en los de gas se suelen endureces aún más según aumenta el recorrido. Este efecto, se llama progresividad del amortiguador. 
De todas formas este parámetro se puede modificar con la geometría de la suspensión y hacer la suspensión en conjunto, más progresiva o lineal.
La progresividad es importante, porque dificulta que la suspensión llegue a su tope, por otra parte hace que la suspensión sea más blanda al absorber pequeños baches.
Las suspensiones más avanzadas actualmente, llegan incluso a utilizar diferentes tipos de materiales en su construcción, tales como el magnesio, fibra de carbono y titanio, en busca del mínimo peso de estas. Además de contar con una infinidad de reglajes o ajustes más complejos en busca del máximo desempeño de las suspensiones, independientemente de los sistemas de suspensión que utilizan cada marca en sus cuadros. 
Por ejemplo:
- Ajuste del SAG (entre el 20% y el 30% normalmente)
- Ajuste de precarga del muelle.
- Ajuste de eficacia de pedaleo.
- Ajuste de progresividad en baja (suavidad o dureza a impactos suaves).
- Ajuste de progresividad en alta (suavidad o dureza impactos fuertes).
- Ajuste de rebote en baja (velocidad de rebote de la suspensión a impactos suaves).
- Ajuste de rebote en alta (velocidad de rebote de la suspensión a impactos fuertes).
- Ajuste de bloqueo de recorrido (bloqueo total o parcial de la compresión de la suspensión ya sea con palanca o control remoto al manillar).
- Ajuste de precarga de válvula (evitar el exceso de dureza o progresividad en suspensiones de aire).
- Ajuste de recorrido (varía el recorrido mínimo y máximo para subidas o descensos).
- Ajuste de precarga de válvulas + y - (solo en suspensiones más avanzadas de aire que utilizan 2 o 3 cámaras de aire)

Los suspensiones más avanzadas llegan a utilizar incluso tecnologías muy novedosas aunque muy costosas, siendo más utilizadas para corredores profesionales tales como:
- Suspensiones inteligente electrónicas que cambian los ajustes, cada milésima de segundo según el tipo de terreno que detecten.

(Ejemplo: iE SHOCK DE ROCK SHOX).
- Tecnologías automáticas de eficacia de pedaleo y eficacia de frenado (sin la intervención de algún ajuste manual ya que vienen normalmente dentro de las suspensiones) evitando la compresión de la suspensión en momentos innecesarios, el Brain de la marca americana Specialized enfocado a la eficiencia y control de la comprensión de la suspensión al momento de pedalear (la suspensión no comprime mientras se pedalea, mientras no detecte algún golpe de suave a moderado) o el FCV de BOS SUSPENSION (la suspensión se mantiene con más dureza todo el tiempo mientras no detecte algún golpe fuerte, con el fin de evitar el hundimiento de esta a la hora de frenar o el hundimiento al girar rápido por los peraltes o a la hora de pedalear muy exigentemente).

Al igual en nivel profesional se utilizan condensadores de flujo o sensores análogos conectados a las suspensiones para la adquisición de datos, con el fin de recabar toda la información para la puesta a punto de las suspensiones en carreras profesionales.
Actualmente algunas marcas como FORMULA , FOX (iRD), ShockWiz, MAGURA Elect trabajan en suspensiones delanteras y traseras automatizadas, inteligentes e independientes con tecnologías Wifi, Bluetooth, acelerómetro y giroscopio, siendo operadas por micro-centralitas electrónicas o por teléfonos inteligentes eliminando los cables y el tiempo que se tarda en cambiar el setup de forma manual el ciclista para distintos tipos de terrenos.